# シェウン・クティ
シェウン・クティ（英語: Seun Kuti、本名：オルシェウン・アニクラポ・クティ（英語: Oluseun Anikulapo Kuti）、1983年1月11日 - ）は、ナイジェリア出身の男性ミュージシャン。

## 来歴
父親は、アフロビートの創始者として有名なフェラ・クティである。シェウン・クティはフェラ・クティの末息子にあたる。また腹違いの兄に、同じくミュージシャンのフェミ・クティがいる。
子供の頃から、父親フェラ・クティのステージに立ち、ナイジェリアやアフリカの問題を啓発しようとする父親の意思を受け継いだ。生前のフェラを支えたバンド「エジプト80」を10代から引き継ぎ、同バンドのリード・シンガーも務めている。またフェラ・クティ、フェミ・クティも政治に強い関心を示していたが、シェウンもそれを引き継いでいる。彼は自国の「オキュパイ・ナイジェリア」運動に参加し、この活動はCNNでも報道された。
2009年、フジロックフェスティバルで初来日。2日目のグリーン・ステージ、3日目のオレンジコートではトリを務め、会場をダンスフロアと化した。
2011年、スタジオ・アルバム『From Africa with Fury: Rise』をリリース。また朝霧JAMでの来日を果たした。

## ディスコグラフィ

### スタジオ・アルバム
- Many Things (2008年、Tôt ou Tard/ Disorient)
- From Africa With Fury: Rise (2011年、Knitting Factory/Because Music)
- 『ロング・ウェイ・トゥ・ザ・ビギニング〜始まりへの長い道のり』 - A Long Way To the Beginning (2014年、Knitting Factory)
- 『ブラック・タイムス』 - Black Times (2018年、Strut)[3]
- Night Dreamer Direct to Disc Sessions (2019年、Night Dreamer)

### EP
- Think Africa (2007年)
- Struggle Sounds (2016年、Sony Masterworks)
- African Dreams (2022年) ※with ブラック・ソート

### 参加アルバム
- シネイド・オコナー : I'm Not Bossy, I'm the Boss (2014年、Nettwerk) ※「James Brown」に参加